# Ambarabà ciccì coccò
Ambarabà ciccì coccò è una filastrocca in lingua italiana per bambini. È gioiosa, ma senza un senso particolare. Per la sua struttura circolare, come del resto altre filastrocche, può essere ripetuta a piacere. È spesso usata con la funzione di conta.

## Testo
Quello seguente è il testo riportato da Cesare Segre in un numero di Strumenti critici del 1970:

### Altre versioni
Quello che è, in genere, comune a tutte le versioni è l'incipit; fa eccezione una versione riportata dal Contini nel 1981, nella quale compare il verso "tre civette sulla cassettiera".

1.

2.

3.

## Etimologia
Sull'etimologia del primo verso di questa filastrocca esiste uno studio del linguista italiano Vermondo Brugnatelli (2003). A seguito di un'analisi basata sulla fonetica storica dell'italiano, egli ha osservato che essa potrebbe risalire a epoca latina, quando poteva suonare circa "HANC PARA AB HAC QUIDQUID QUODQUOD". Trattandosi di una "conta", il senso poteva essere simile a "ripara questa (mano) da quest'altra (che fa la conta)...".
Per quanto riguarda il verso “tre civette sul comò”, il termine “civetta” non indica solo l’uccello notturno (Athene noctua), ma fin dal Medioevo anche una donna seducente o civettuola; in alcuni dialetti era pure sinonimo di zibetto, animale da cui si ricavava un profumo (i.e. zibetto) intenso e afrodisiaco. Secondo un’interpretazione popolare, le “tre civette” potrebbero quindi rappresentare tre boccette di essenza sul comò, allusione velata alla femminilità e alla seduzione, mascherata sotto forma di filastrocca infantile.

## Letteratura
- Umberto Eco ha dedicato a questa filastrocca un paradossale saggio di semiotica, edito nell'opera Il secondo diario minimo (1992), in cui l'analizzava come fosse l'espressione di una cultura aliena.
- Ambarabà è anche il titolo di un volume di Giuseppe Culicchia (2000, Garzanti).

## Nella cultura di massa
- Due brani dello Zecchino d'Oro hanno preso lo spunto da questa filastrocca: Tre civette sul comò dello Zecchino d'Oro 1965 e Barabà, Ciccì e Coccò dello Zecchino d'Oro 1992.
- Ambarabàciccìcoccò è il titolo di un brano di Vasco Rossi del 1978.
- Ambarabà è il titolo di un brano interpretato da Maria Teresa Ruta e Nilla Pizzi nel 2003, che ricorda la musica di Aserejé delle Las Ketchup del 2002.
- La filastrocca viene citata anche nelle canzoni In Italia si può dei Pooh, Il giorno e la notte dei Flaminio Maphia e Meno male di Simone Cristicchi.